# Николай Зографов
Николай Зографов е български скулптор.

## Биография
Николай Зографов е внук на известния зограф Божин Стаменитов.
До 1986 година се занимава с филигранна и сребърна бижутерия, а в 1986 - 1991 година с кована мед за държавната „Народно творчество“. В 1991 година основава заедно със съпругата си Тициана „Зографов и сие“, специализирана в дизайн и производство на изделия от благородни и цветни метали и екзотична дървесина. Първата им реплика е на предмет от антично съкровище е киликс, който правят през 2006 г. по инициатива на археолога Георги Китов. Сред най-известните им модели са още мачканите чаши (2000), дървените чаши (2012), сребърните съдове (2013).
- Златна корона от Зографов
- Златен киликс от Зографов
- Дървена чаша за уиски от Зографов
- Сребърна чаша от Зографов
- Бокал за вино от Зографов
- Дървен бокал от Зографов